# 1346 Gotha
1346 Gotha (1929 CY) là một tiểu hành tinh vành đai chính được phát hiện ngày 5 tháng 2 năm 1929 bởi Reinmuth, K. ở Heidelberg.